# 텟펜!!!
《텟펜!!!》(일본어: てっぺんっ!!!)는 이누준(스토리 원안), 나마무기(만화), 팀Y(원작 협력)에 의한 만화이다. 《월간 부시로드》(부시로드 미디어)에서 2021년 2월호부터 연재 중.

## TV 애니메이션
《텟펜!!!!!!!!!!!!!!!》라는 제목으로 2022년 7월부터 9월까지 TOKYO MX 등에서 방송되었다. 캐릭터의 수가 15명으로 늘었기 때문에 '!'도 15개로 늘어났다.

### 제2화 방송 중지
2022년 7월 8일, 다음날 방송 예정이였던 제2화 "캐를의 장"의 방송이 여러 사정으로 중지했고, 제1화를 재방송한 다음에 그 이후로는 3화부터 방송하는 것이 발표되었다. Blu-ray 수록에는 대응은 미정이다.

### 내용주
1. ↑  아베 신조 피살 사건 발생
2. ↑  대통령 암살 계획에 대한 내용이 있어서 이것이 부적절한 이유라고 한다.

### 참조주
1. ↑  “放送内容変更のお知らせ”. 《TVアニメ てっぺんっ!!!!!!!!!!!!!!!公式サイト》. 2022년 7월 8일에 확인함.